# Sannio
Il Sannio (Samnium in latino, Safinim in osco) è una regione storica dell'Italia meridionale. Tra il VII-VI secolo a.C. e il I secolo d. C. era abitato dal popolo dei Sanniti (in latino Samnites, in osco Safineis), successivamente romanizzato. Il territorio del Sannio si estende su buona parte dell'attuale Molise (eccetto la fascia litoranea) nonché sul settore meridionale dell'Abruzzo e sulle aree nord-orientali della Campania, oltre a racchiudere alcune ristrette zone interne del Lazio sud-orientale e della Puglia e Basilicata nord-occidentali.

## Territorio

La penisola italiana nel 400 a.C., periodo della massima espansione della Lega sannitica

Il territorio dei Sanniti (Samnitium ager) si estendeva in massima parte nella zona appenninica, nel settore compreso tra la Maiella e il Vulture. Confinava a nord con le terre dei Marsi e dei Peligni (Abruzzo centrale); a est con i territori dei Frentani (zone costiere dell'Abruzzo e del Molise) e degli Apuli (Puglia settentrionale); a sud con i territori dei Lucani (Basilicata); a ovest con le terre dei Campani, dei Sidicini e degli Aurunci (Campania), nonché dei Volsci e dei Latini (Lazio centro-meridionale).  Per la maggior parte della loro storia i Sanniti non ebbero uno sbocco sul mare, che era impedito loro dai popoli confinanti, anche se per un breve periodo riuscirono ad affacciarsi su entrambi i litorali della penisola italiana; ad esempio, nel corso del IV secolo a.C. essi riuscirono ad assoggettare momentaneamente la tribù dei Frentani così da raggiungere la riva adriatica, mentre presso la costa tirrenica posero le basi della città di Pompei.

### Tribù
I Sanniti erano formati da almeno quattro tribù, stanziate in aree distinte:
- i Pentri occupavano l'area centrale del Sannio, con capitale Bovianum;
- i Carricini (o Caraceni) occupavano la zona settentrionale; le loro città principali erano Cluviae e Juvanum;
- i Caudini occupavano la zona sud-ovest, con capitale Caudium;
- gli Irpini occupavano la zona sud-est; il loro territorio si estendeva a nord fino a Vescellium, a est fino ad Aquilonia, a sud fino a Compsa e a ovest fino ad Abellinum (in origine fino a Maleventum).

In alcune fasi storiche a tali gruppi si unirono temporaneamente i Frentani (stanziati tra Anxanum e Larinum), nonché alcune città dell'Apulia (Luceria, Ausculum Apulum, Venusia) e della Campania (Casinum, Calatia).

## Storia

### La Lega sannitica
Le varie tribù del Sannio costituirono una lega politico-militare in funzione anti-romana, ma le guerre sannitiche si risolsero in una dura sconfitta.

### IlSamniumromano
A seguito della deduzione della colonia beneventana (268 a.C.) gli Irpini, rimasti segregati a est e a sud di Beneventum, non furono più considerati parte del Sannio. Perdipiù nel 180 a.C. un cospicuo insediamento di Liguri Bebiani e forse Corneliani, originari della Lunigiana e deportati a nord-est dell'agro beneventano, contribuì a rendere definitiva la separazione tra Irpinia e Sannio.
Intorno al 7 a.C., agli inizi del periodo imperiale, nel riordinamento dei territori effettuato da Augusto con cui la penisola fu divisa in 11 regiones, il Sannio, unitamente ai territori di Frentani, Marrucini, Vestini, Marsi, Peligni, Sabini ed Equi, costituì la regio IV Samnium, che però non comprendeva la totalità dei territori abitati dalle popolazioni sannitiche.
La colonia di Beneventum e le terre dei Caudini e degli stessi Irpini non furono infatti assegnate alla regio IV Samnium, bensì alla regio II Apulia et Calabria; nei secoli successivi tali territori furono però progressivamente ceduti alla Campania (già regio I Latium et Campania), ad eccezione del settore orientale dell'Irpinia che rimase invece legato alla provincia di Apulia et Calabria (derivata dalla trasformazione della regio II). Ai tempi di Diocleziano finanche la stessa provincia del Samnium (erede della regio IV) fu in gran parte annessa alla Campania, ma in seguito venne parzialmente ricostituita.

### Medioevo
Successivamente alla caduta dell'Impero romano d'Occidente il Sannio, dopo essere stato conteso fra Goti e Bizantini, fu conquistato nel 570 dai Longobardi che vi insediarono il Ducato di Benevento. Il ducato si dimostrò politicamente molto stabile, tanto che si mantenne indipendente anche dopo la presa del Regno longobardo del Nord Italia da parte di Carlo Magno nel 774.
Nel corso dell'XI secolo il territorio fu però gradualmente conquistato dai Normanni e aggregato al resto dell'Italia meridionale, con la sola eccezione di Benevento. Tale città e i suoi immediati dintorni, infatti, costituirono sin dal 1080 un dominio papale e rimasero per secoli una exclave territoriale dello Stato Pontificio all'interno del Ducato di Puglia e Calabria (poi divenuto Regno di Sicilia).

### Età moderna
In epoca contemporanea il territorio sannitico, considerato nella sua interezza, risulta amministrativamente frammentato tra diverse regioni italiane, nessuna delle quali prende il nome dall'antico Sannio. In letteratura e nelle pubblicazioni scientifiche si citano comunque la regione geografica dell'Appennino sannita e il relativo distretto sismico del Sannio, entrambi però corrispondenti al solo settore centrale dell'antica madrepatria sannitica.

#### Terremoti
Tra i più gravi si ricordano:
- Terremoto del 1293: il 4 settembre, con epicentro non determinato con precisione, comunque compreso tra Benevento e Cerreto Sannita. Magnitudo 5.8
- Terremoto del 1349: il 9 settembre, con epicentro assai incerto o forse con più epicentri (il più importante dei quali probabilmente nei monti della Meta). Magnitudo 6.7
- Terremoto del 1456: il 5 dicembre, con epicentro non ben determinato, forse localizzato a cavallo tra il Sannio e l'Irpinia. Magnitudo 7.1
- Terremoto del 1688: il 5 giugno, con epicentro a Cerreto Sannita (ma con gravi danni anche a Benevento). Magnitudo 7.0
- Terremoto del 1805: il 26 luglio, con epicentro a Bojano, sul versante nord-orientale massiccio del Matese. Magnitudo 6.6

### Popolazioni
- Frentani
- Osci
- Sanniti
  - Carricini
  - Caudini
  - Irpini
  - Pentri

| Controllo di autorità | VIAF (EN) 234732144 · GND (DE) 4118313-7 · J9U (EN, HE) 987007558567305171 |